# Шолл, Керри
Керри Шолл (англ. Kerry Schall; 9 августа 1971, Цинциннати) — американский боец смешанного стиля, представитель тяжёлой весовой категории. Выступал на профессиональном уровне в период 1998—2013 годов, известен по участию в турнирах таких бойцовских организаций как Fighting Network Rings, Extreme Combat Challenge, Nemesis Fighting, ShoXC и др. Участник бойцовского реалити-шоу The Ultimate Fighter.

## Биография
Керри Шолл родился 9 августа 1971 года в городе Цинциннати, штат Огайо.
На профессиональном уровне дебютировал в смешанных единоборствах в феврале 1998 года на турнире Extreme Combat Challenge, победив своего первого соперника Кена Додсона техническим нокаутом за 14 секунд. После четырёх побед подряд в мае 2000 года на турнире WEF 9: World Class потерпел первое в карьере поражение, единогласным решением судей от Бобби Хоффмана. Затем последовало ещё одно поражение, техническим нокаутом от Трэвиса Фултона.
В 2001 году Шолл подписал контракт с крупным японским промоушеном Fighting Network Rings, где начал с досрочной победы над Джоном Диксоном. Позже на турнире Rings в Японии встречался со знаменитым российским самбистом Фёдором Емельяненко и проиграл ему сдачей, попавшись в первом раунде в рычаг локтя. С этого момента Шолл прекратил сотрудничество с Rings.
Впоследствии выступал во многих американских организациях, одержал пять побед подряд, в том числе взял верх над Брайаном Эберсоулом. В 2002 году провёл два боя против Бена Ротвелла, будущего ветерана UFC, но оба раза проиграл ему.
В 2005 году Керри Шолл получил некоторую известность как участник второго сезона бойцовского реалити-шоу The Ultimate Fighter, тем не менее, уже в первой серии выбыл из дальнейшей борьбы из-за травмы колена. Хотя он всё-так выступил в финальном турнире шоу, где проиграл техническим нокаутом Киту Джардину.
Продолжал драться в ММА на профессиональном уровне вплоть до 2013 года, в последнем своём поединке в Японии встречался с местным японским бойцом Сатоси Исии и был побеждён им с помощью болевого приёма «рычаг локтя». Всего имеет в послужном списке 24 победы и 13 поражений. За свои внушительные габариты и огромную ударную силу получил прозвище «Мясной грузовик».

## Статистика в профессиональном ММА
| Боёв 37          | Побед 23 | Поражений 13 |
| ---------------- | -------- | ------------ |
| Нокаутом         | 2        | 6            |
| Сдачей           | 17       | 4            |
| Решением         | 1        | 3            |
| Дисквалификацией | 3        | 0            |
| Не состоявшихся  | 1        | 1            |

| Результат    | Рекорд    | Соперник          | Способ                       | Турнир                                | Дата             | Раунд | Время | Место                                | Примечание |
| ------------ | --------- | ----------------- | ---------------------------- | ------------------------------------- | ---------------- | ----- | ----- | ------------------------------------ | ---------- |
| Поражение    | 23–13 (1) | Сатоси Исии       | Сдача (рычаг локтя)          | IGF: GENOME 25                        | 20 марта 2013    | 1     | 2:43  | Фукуока, Япония                      |            |
| Поражение    | 23–12 (1) | Пол Бентелло      | Единогласное решение         | Nemesis Fighting: MMA Global Invasion | 10 декабря 2010  | 3     | 5:00  | Пунта-Кана, Доминиканская Республика |            |
| Победа       | 23–11 (1) | Джастин Гиззард   | DQ                           | Extreme Challenge 111                 | 21 ноября 2008   | 1     | 3:36  | Индиана, США                         |            |
| Поражение    | 22–11 (1) | Дейв Херман       | TKO (колени и руки)          | ShoXC: Elite Challenger Series        | 10 октября 2008  | 1     | 1:06  | Индиана, США                         |            |
| Поражение    | 22–10 (1) | Антуан Хейз       | Единогласное решение         | Adrenaline MMA 1                      | 14 июня 2008     | 3     | 5:00  | Иллинойс, США                        |            |
| Поражение    | 22–9 (1)  | Шейн Отт          | TKO (травма)                 | Extreme Challenge 77                  | 28 апреля 2007   | 1     | 1:23  | Огайо, США                           |            |
| Победа       | 22–8 (1)  | Натан Кёрби       | DQ                           | Extreme Challenge 74                  | 10 марта 2007    | N/A   | N/A   | Айова, США                           |            |
| Победа       | 21–8 (1)  | Геза Кальман      | Сдача (гильотина)            | XFO 13: Operation Beatdown            | 11 ноября 2006   | 1     | 0:25  | Иллинойс, США                        |            |
| Не состоялся | 20–8 (1)  | Мариу Риналди     | NC (бойцы выпали из ринга)   | Absolute Fighting Championships 16    | 22 апреля 2006   | 1     | N/A   | Флорида, США                         |            |
| Победа       | 20–8      | Элдред Нунн       | Сдача (удушение сзади)       | XFO 10: Explosion                     | 18 марта 2006    | 1     | 1:31  | Иллинойс, США                        |            |
| Поражение    | 19–8      | Кит Джардин       | TKO (удары ногами)           | The Ultimate Fighter 2 Finale         | 5 ноября 2005    | 2     | 3:28  | Невада, США                          |            |
| Победа       | 19–7      | Улиссес Кастро    | DQ (удары ниже пояса)        | Euphoria: Road to the Titles          | 15 октября 2004  | 2     | 0:20  | Нью-Джерси, США                      |            |
| Поражение    | 18–7      | Кевин Джордан     | Сдача (удушение сзади)       | XFO 2 New Blood                       | 26 июня 2004     | 1     | 2:06  | Висконсин, США                       |            |
| Победа       | 18–6      | Крис Херринг      | Сдача (удар рукой)           | ICE 9                                 | 7 мая 2004       | 1     | 0:51  | Огайо, США                           |            |
| Победа       | 17–6      | Рэй Серэйлл       | KO (удар рукой)              | SuperBrawl 35                         | 16 апреля 2004   | 1     | 2:15  | Гавайи, США                          |            |
| Победа       | 16–6      | Джимми Салливан   | Сдача (удары)                | Extreme Challenge 56                  | 26 марта 2004    | 1     | 1:08  | Миннесота, США                       |            |
| Победа       | 15–6      | Демиан Декора     | Раздельное решение           | Extreme Challenge 54                  | 12 октября 2003  | 3     | 3:00  | Иллинойс, США                        |            |
| Поражение    | 14–6      | Грег Уикен        | TKO (травма колена)          | ICC 1: Retribution                    | 12 января 2003   | 1     | 3:35  | Миннесота, США                       |            |
| Победа       | 14–5      | Джон Клаузен      | Сдача (гильотина)            | UW: Godsey vs Wiuff                   | 19 октября 2002  | 1     | 0:30  | Миннесота, США                       |            |
| Победа       | 13–5      | Кекуму Камбра     | Сдача (скручивание пятки)    | UCC Hawaii: Eruption in Hawaii        | 17 сентября 2002 | 1     | 2:48  | Гавайи, США                          |            |
| Победа       | 12–5      | Стив Фредрихс     | Сдача (скручивание пятки)    | Ultimate Cage Fighting 2              | 30 июля 2002     | 2     | 0:56  | Калифорния, США                      |            |
| Победа       | 11–5      | Марк Смит         | Сдача (гильотина)            | RFC: The Beginning                    | 13 июля 2002     | 1     | 3:46  | Невада, США                          |            |
| Поражение    | 10–5      | Бен Ротвелл       | TKO (травма шеи)             | SB 24: Return of the Heavyweights 2   | 27 апреля 2002   | 2     | 2:10  | Гавайи, США                          |            |
| Поражение    | 10–4      | Бен Ротвелл       | Сдача (перелом ступни)       | Extreme Challenge 46                  | 16 февраля 2002  | 1     | 7:29  | Айова, США                           |            |
| Победа       | 10–3      | Уильям Хилл       | Сдача (удушение сзади)       | Extreme Challenge 46                  | 16 февраля 2002  | 1     | 1:23  | Айова, США                           |            |
| Победа       | 9–3       | Джо Кампанелла    | Сдача (рычаг локтя)          | Extreme Fights 2                      | 19 января 2002   | 1     | 0:30  | Огайо, США                           |            |
| Победа       | 8–3       | Брайан Эберсоул   | Сдача (рычаг колена)         | UW: Battle for the Belts              | 8 декабря 2001   | 1     | N/A   | Миннесота, США                       |            |
| Победа       | 7–3       | Роб Смит          | Сдача (удушение сзади)       | UW: Battle for the Belts              | 8 декабря 2001   | 1     | N/A   | Миннесота, США                       |            |
| Победа       | 6–3       | Ленн Уокер        | Сдача (удары руками)         | Extreme Fights 1                      | 29 ноября 2001   | 1     | 0:33  | Огайо, США                           |            |
| Поражение    | 5–3       | Фёдор Емельяненко | Сдача (рычаг локтя)          | Rings: World Title Series 1           | 20 апреля 2001   | 1     | 1:47  | Токио, Япония                        |            |
| Победа       | 5–2       | Джон Диксон       | Сдача (замок руки)           | Rings USA: Battle of Champions        | 17 марта 2001    | 1     | 1:19  | Айова, США                           |            |
| Поражение    | 4–2       | Трэвис Фултон     | TKO (остановлен секундантом) | Extreme Tuesday Night Fights          | 18 января 2001   | 1     | 6:56  | Индиана, США                         |            |
| Поражение    | 4–1       | Бобби Хоффман     | Единогласное решение         | WEF 9: World Class                    | 13 мая 2000      | 4     | 3:00  | Индиана, США                         |            |
| Победа       | 4–0       | Джейти Корли      | Сдача (удары коленями)       | World Extreme Fighting 6              | 19 июня 1999     | 1     | N/A   | Уилинг, США                          |            |
| Победа       | 3–0       | Уэйд Хамилтон     | Сдача (удары коленями)       | Extreme Challenge 23                  | 2 апреля 1999    | 1     | 0:34  | Индиана, США                         |            |
| Победа       | 2–0       | Эдди Мур          | Сдача (удушение спереди)     | Extreme Combat Challenge              | 27 июня 1998     | 1     | 0:32  | Индиана, США                         |            |
| Победа       | 1–0       | Кен Додсон        | TKO (удары руками)           | Extreme Combat Challenge              | 17 февраля 1998  | 1     | 0:14  | Индиана, США                         |            |